# Šťavnatka slonovinová
Šťavnatka slonovinová (Hygrophorus eburneus) je jedlá houba, typový druh rodu šťavnatka čeledi šťavnatkovité. Roste v Evropě, Severní Americe a v severní Africe, plodnice tvoří od září do listopadu.

## Možné záměny
- šťavnatka drvopleňová (Hygrophorus cossus)
- šťavnatka rezavějící (Hygrophorus discoxanthus)
- šťavnatka slizoprstená (Hygrophorus gliocyclus)
- šťavnatka smrková (Hygrophorus piceae) Vzácná houba rostoucí v horských oblastech, v ČR patří mezi chráněné druhy.